# Plaine du Nord (ort)
Plaine du Nord är en ort i Haiti.   Den ligger i departementet Nord, i den norra delen av landet, 130 km norr om huvudstaden Port-au-Prince. Plaine du Nord ligger 20 meter över havet och antalet invånare är 2 492.
Terrängen runt Plaine du Nord är kuperad åt sydväst, men åt nordost är den platt. Runt Plaine du Nord är det tätbefolkat, med 383 invånare per kvadratkilometer. Närmaste större samhälle är Okap, 11,9 km nordost om Plaine du Nord. Omgivningarna runt Plaine du Nord är en mosaik av jordbruksmark och naturlig växtlighet.